# جکی گریدو
جکی گریدو (اسپانیایی: Jackie Guerrido‎؛ زادهٔ ۲۴ سپتامبر ۱۹۷۲) روزنامه‌نگار، مجریِ هواشناسی و هنرپیشه اهل پورتوریکو است.
از فیلم‌ها یا مجموعه‌های تلویزیونی که وی در آن‌ها نقش داشته‌است می‌توان به «اِی‌وال-۷۲» اشاره نمود.